# Billboard Hot Christian Songs
Die Billboard Hot Christian Songs sind eine Rubrik der Billboard-Charts für Lieder des Genres Christliche Popmusik.

## Geschichte
Die Hot Christian Songs wurden erstmals am 21. Juni 2003 veröffentlicht und wurden basierend auf Airplay auf genrespezifischen Radiosendern erstellt. Sie umfassten zunächst 40 Platzierungen und wurden später auf 50 erweitert. Der erste Nummer-eins-Hit war You Are So Good to Me von Third Day. Seit Ende November 2013 werden auch Downloads und Streaming für die Charts berücksichtigt, womit die Methode der Auswertung an jene der Billboard Hot 100 angepasst wurde.

## Statistik und Rekorde

### Dauerbrenner
1. Hillsong United – Oceans (Where Feet May Fail) (191 Wochen)[3]
2. Lauren Daigle – You Say (160 Wochen)[4]
3. Hillsong Worship – What A Beautiful Name (81 Wochen)[5]
4. MercyMe – Word of God Speak (76 Wochen)[6]
5. Elevation Worship – O Come to the Altar (74 Wochen)[7]
6. Cory Asbury – Reckless Love (68 Wochen)[8]
7. Tree63 – Blessed Be Your Name (68 Wochen)[9]
8. Hillsong United & Taya – Another in the Fire (65 Wochen)[10]
9. Building 429 – Where I Belong (63 Wochen)[11]
10. Newsboys – You Are My King (Amazing Love) (63 Wochen)[12]
11. For King & Country – God Only Knows (62 Wochen)[13]
12. Matthew West – More (60 Wochen)[14]

### Meiste Wochen auf Platz eins
1. Lauren Daigle – You Say (131 Wochen)[4]
2. Hillsong United – Oceans (Where Feet May Fail) (61 Wochen)[3]
3. Hillsong Worship – What A Beautiful Name (37 Wochen)[5]
4. Carrie Underwood – Something in the Water (26 Wochen)[15]
5. MercyMe – Word of God Speak (23 Wochen)[6]
6. Katy Nichole – In Jesus Name (God of Possible) (20 Wochen)[16]

### Künstler mit den meisten Hits
1. Lecrae (85)[17]
2. Elevation Worship (63)[18]
3. Needtobreathe (57)[19]
4. Chris Tomlin (56)[20]
5. MercyMe (48)[21]
6. tobyMac (48)[22]
7. Casting Crowns (46)[23]
8. Hillsong Worship (46)[24]
9. Skillet (46)[25]
10. Hillsong United (45)[26]
11. Andy Mineo / C-Lite (44)[27]
12. Matthew West (42)[28]
13. Jeremy Camp (39)[29]
14. Kanye West (38)[30]
15. Lauren Daigle (37)[31]
16. Switchfoot (36)[32]
17. For King & Country (35)[33]
18. Maverick City Music (35)[34]
19. Bethel Music (34)[35]
20. Newsboys (33)[36]
21. Steven Curtis Chapman (33)[37]
22. Francesca Battistelli (31)[38]
23. Natalie Grant (30)[39]

### Künstler mit den meisten Nummer-eins-Hits
1. MercyMe (13)[21]
2. Casting Crowns (9)[23]
3. tobyMac (7)[22]
4. Chris Tomlin (6)[20]
5. Jeremy Camp (6)[29]
6. Matthew West (6)[28]
7. Third Day (6)[40]
8. Kanye West (5)[30]
9. Lauren Daigle (5)[31]

### Nummer-eins-Hits in den Jahrescharts
- 2006: Aaron Shust – My Savior, My God
- 2007: Rush of Fools – Undo
- 2008: Matthew West – You Are Everything
- 2009: Matthew West – The Motions
- 2010: MercyMe – All of Creation
- 2011: Tenth Avenue North – You Are More
- 2012: Building 429 – Where I Belong
- 2013: Chris Tomlin – Whom Shall I Fear (God of Angel Armies)
- 2014: Hillsong United – Oceans (Where Feet May Fail)
- 2015: Carrie Underwood – Something in the Water
- 2016: Hillsong United – Oceans (Where Feet May Fail)
- 2017: Hillsong Worship – What A Beautiful Name
- 2018: Cory Asbury – Reckless Love
- 2019: Lauren Daigle – You Say
- 2020: Lauren Daigle – You Say
- 2021: Lauren Daigle – You Say[41]

### Jahrzehntecharts
2010er-Jahre
1. Hillsong United – Oceans (Where Feet May Fail)
2. Lauren Daigle – You Say
3. Hillsong Worship – What A Beautiful Name[42]

### Hot-100-Platzierungen
Die folgenden Lieder waren sowohl in den Hot Christian Songs als auch in den Billboard Hot 100 vertreten.
- MercyMe – I Can Only Imagine (# 71)
- Switchfoot – Dare You to Move (# 17)
- Carrie Underwood – Jesus, Take the Wheel (# 20)
- Relient K – Who I Am Hates Who I’ve Been (# 58)
- Switchfoot – Stars (# 68)
- Francesca Battistelli – It’s Your Life (# 95)
- Skillet – Awake and Alive (# 100)
- Britt Nicole – Gold (# 83)
- Hillsong United – Oceans (Where Feet May Fail) (# 83)
- Carrie Underwood – Something in the Water (# 24)
- Needtobreathe – Brother (# 98)
- Lauren Daigle – You Say (# 29)
- Lauren Daigle – The Christmas Song (# 55)
- For King & Country – God Only Knows (# 94)
- Kanye West – Follow God (# 7)
- Kanye West – Closed on Sunday (# 17)
- Kanye West feat. Travis Scott – Wash Us in the Blood (# 49)
- Carrie Underwood & John Legend – Hallelujah (# 54)
- Kanye West feat. The Weeknd & Lil Baby – Hurricane (# 6)
- Kanye West – Jail (# 10)